# Mikael Håfström
Mikael Håfström (né le 1er juillet 1960 à Lund en Suède) est un scénariste et réalisateur suédois. Il est particulièrement connu pour ses films Ondskan, nommé pour l'Oscar du meilleur film international en 2003, et Chambre 1408, une adaptation de la nouvelle du même nom écrite par Stephen King.

## Biographie
Mikael Håfström a suivi des études de cinéma à Stockholm et à New York. Ensuite, il est devenu assistant-metteur en scène et scénariste pour la télévision suédoise. Il a réalisé son premier film en 2001.

## Filmographie

### Comme réalisateur
- 2001 : Leva livet - Days Like This (titre international anglais)
- 2003 : Ondskan - Evil (titre international anglais)
- 2004 : Strandvaskaren - Drowning Ghost (titre international anglais)
- 2006 : Dérapage ou Rencontre fatale au Québec (Derailed)
- 2007 : Chambre 1408 (1408)
- 2009 : Shanghai
- 2011 : Le Rite (The Rite)
- 2013 : Évasion (Escape Plan)
- 2019 : Le Coupable idéal (Quick)
- 2021 : Zone hostile (Outside the Wire)
- prochainement : Slingshot

### Comme scénariste
- 2001 : Leva livet - Days Like This (titre international anglais)
- 2003 : Ondskan - Evil (titre international anglais)
- 2003 : Cops
- 2004 : Strandvaskaren - Drawning Ghost (titre international anglais)